# Bouwerie Lane Theatre
Le Bouwerie Lane Theatre est un ancien bâtiment de banque qui est devenu un théâtre Off-Broadway, situé au 330 Bowery à Bond Street à Manhattan, New York. Il est situé dans le quartier historique de NoHo.

## Histoire

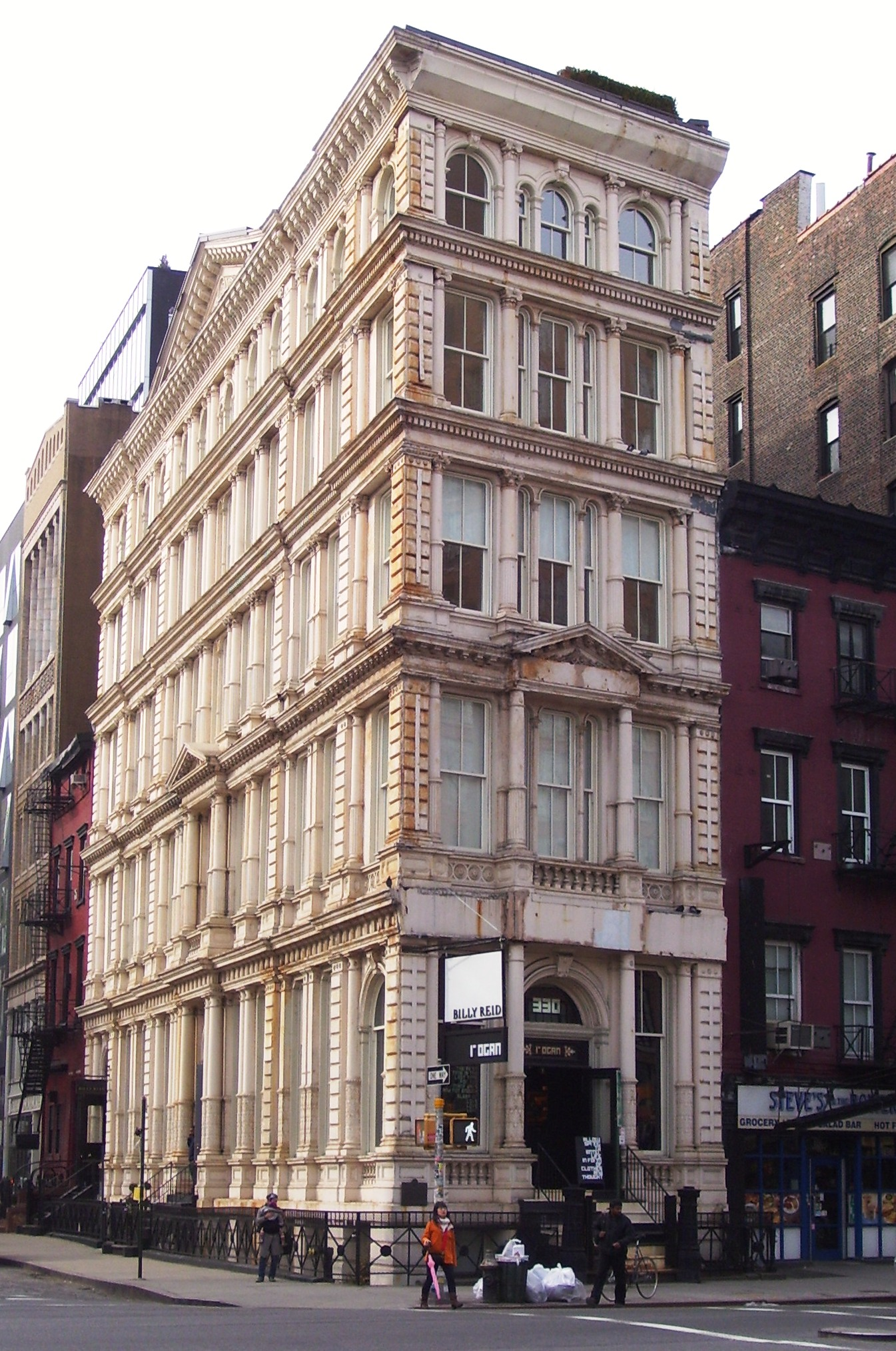
La façade du bâtiment sur le Bowery (2010)

Le bâtiment en fonte, construit de 1873 à 1874, a été conçu par Henry Engelbert dans le style italianisant pour la Banque d'épargne de l'Atlantique, qui est devenue la Bond Street Saving Bank avant l'achèvement du bâtiment . Lorsque la banque a fait faillite en 1879, le bâtiment a été vendu à la German Exchange Bank, qui desservait la communauté immigrée allemande. Avant les années 1960, le bâtiment était utilisé pour le stockage de tissus. Puis en 1963, le bâtiment a été transformé en théâtre par Honey Waldman, qui y a produit plusieurs pièces de théâtre. De 1974 à 2006, il a été le siège du Théâtre Jean Cocteau Repertory .
Parmi les nombreuses pièces de théâtre et comédies musicales produites au théâtre, la première était The Immoralist (1963) avec Frank Langella, Dames at Sea (1968), Night and Day (2000) de Tom Stoppard, The Threepenny Opera de Brecht (2003), et la production finale de Cocteau, The Maids X 2 de Jean Genet (2006) .
L'immeuble a été acheté par Adam Gordon en 2007 pour être transformé en hôtel particulier avec un mur d'escalade et la façade de la rue Bowery utilisée pour la vente au détail.
En 1967, le bâtiment a été désigné monument de la ville de New York et a été ajouté au registre national des lieux historiques en 1980 . Le guide AIA de New York le qualifie de "l'un des bâtiments en fonte les plus sophistiqués".